# 簞笥町
簞笥町（たんすまち）的町名源自於江戶幕府掌管武具的「簞笥奉行」。江戶時代稱為御簞笥町。
1. 下谷簞笥町 - 現屬東京都台東區根岸三丁目。
2. 麻布簞笥町 - 現屬港區六本木。
3. 四谷簞笥町 - 現屬新宿區三榮町。
4. 牛込簞笥町 - 新宿區簞笥町。本條目記述。

簞笥町（日语：／ Tansumachi */?）是東京都新宿區的町名。未實施住居表示。當地人口有634人（2013年8月1日）。郵遞區號為162-0833。雖然平常日文寫作「箪」，但正確寫法是「簞」。

## 地理
位於新宿區東北部。西部、西北部接橫寺町，北臨岩戶町，東南通北町、細工町，西南鄰北山伏町。
地域中央附近有大久保通穿越。大久保通沿線多大樓與公寓、商店。其他地區多為住宅。
地域西南部附近有南北向的牛込中央通通過。大久保通下有平成12年開業的都營地下鐵大江戶線牛込神樂坂站。A1出口是簞笥町特別出張所。町內有簞笥區民中心、簞笥地域中心、簞笥町特別出張所設施。

## 歷史
江戶時代，簞笥町周邊有幕府掌管武器的具足奉行、弓矢鑓奉行組同心的拜領屋敷。1713年（正德3年）町奉行支配，成立牛込御簞笥町。1872年（明治5年）與南藏院合併，去除「御」，改稱牛込簞笥町。1911年（明治44年）去除牛込冠稱，成為現在的簞笥町。

### 地名由來
此地有掌管武器的具足奉行、弓矢鑓奉行組屋敷，因此以幕府武器的總稱「簞笥」命名。

## 設施
- 新宿區牛込簞笥區民中心
  - 簞笥町特別出張所
  - 牛込簞笥地域中心
  - 牛込簞笥區民會堂
- Tully's Coffee本社
- Kitchen Court（日语：キッチンコート）神樂坂店(京王Store)
- 神樂坂陵園
- 7-Eleven
- SHOP99

## 備註
1. ↑  『角川日本地名大辞典 13　東京都』、角川書店、1991年再版、P875
2. ↑  .   [2013-08-10]. （原始内容存档于2014-08-19）.
3. ↑  2009年12月10日現在。『新宿區地図 2010年版（平成22年版）』新宿區區長室區政情報課、2010年2月1日より。

## 外部連結
- 新宿區役所 （页面存档备份，存于）